# Michel Four
Pour les articles homonymes, voir Four (homonymie).
Michel Four est un artiste peintre, lithographe et sculpteur français, appartenant au courant de la Nouvelle figuration, né le 15 février 1945 à Carlat (Cantal). Il fut élève de l'École nationale supérieure des beaux-arts de Paris, vécut un temps à New York et est installé dans le 20e arrondissement de Paris. Son œuvre s’étend sur des thématiques telles que, entre autres, les femmes, La tauromachie, Venise, une autre idée du paysage, Les orientalistes.

## Biographie
Après des études secondaires et l'obtention du baccalauréat au lycée Émile-Duclaux d'Aurillac, Michel Four est en 1964 élève de l'École nationale supérieure des beaux-arts de Paris, dans les ateliers de peinture de Roger Chapelain-Midy (Michèle Battut et Marc Le Coultre y sont ses condisciples) puis de Gustave Singier, et dans l'atelier d'art monumental de Jean Bertholle.
Les thèmes qui constituent l'œuvre peint de Michel Four sont ainsi titrés : Matières (peintures matiéristes abstraites), Brésiliennes (nus), Rencontres (deux figures occupant l'espace), Hommages (Rembrandt, Toulouse-Lautrec, Van Gogh, Bacon...). Venise, Tauromachie. Base 105 (pistes d'aérodrome), La rue, Une autre idée du paysage, Les orientalistes.

## Contributions bibiophiliques

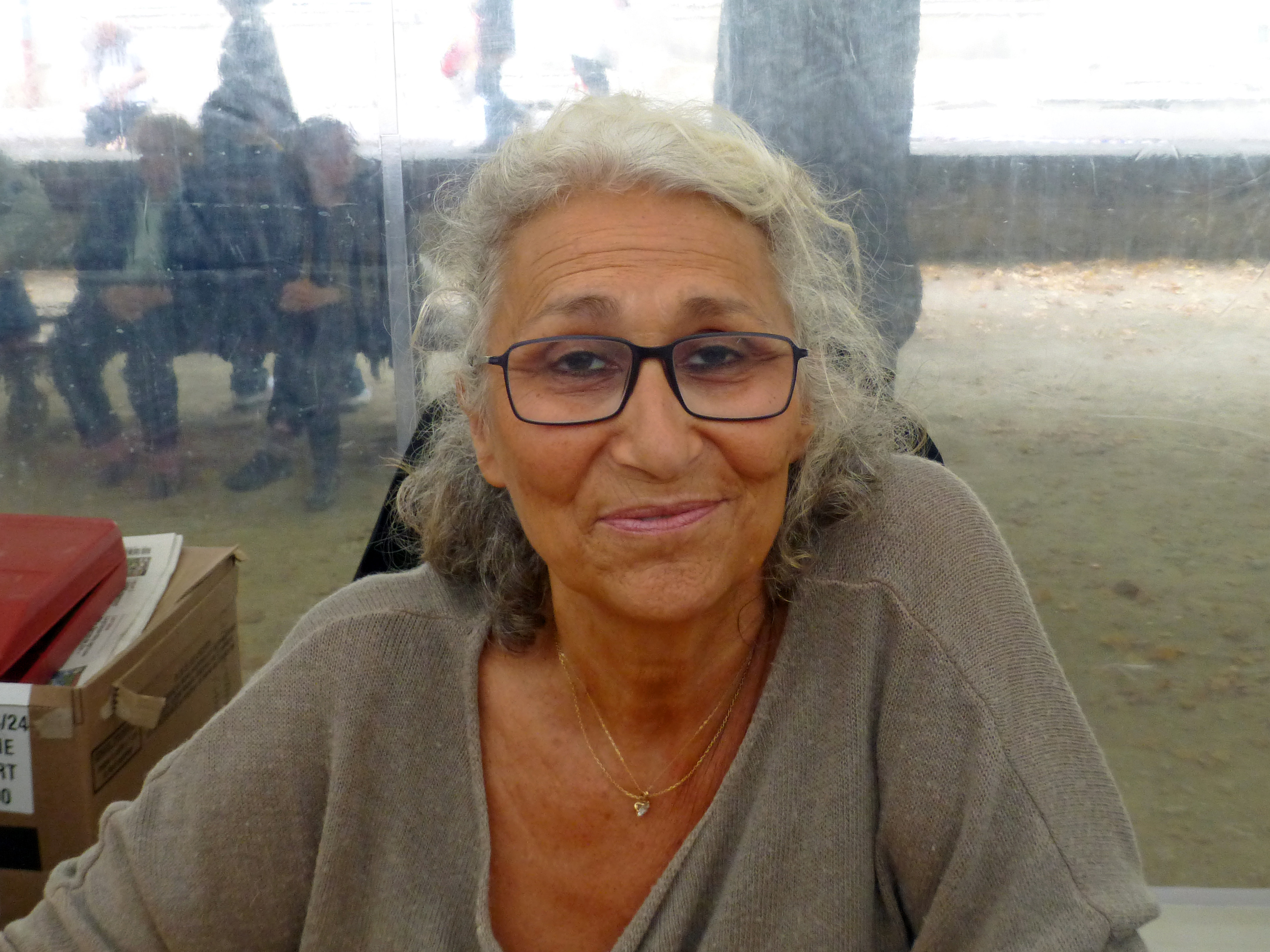
Sophie Chauveau

- Christian Lesur (texte) et Michel Four (illustrations), Tauromachie, un autre regard, Éditions Fragments, 1992.
- Sophie Chauveau (texte) et Michel Four (illustrations), Femmes, Éditions Images, 1993.
- Jean Orizet, de l'Académie Mallarmé (texte) et Michel Four (illustrations), Kâma-Sûtra, Éditions Fragments International, 2009[7].

## Expositions

### Expositions personnelles
(D'après les ouvrages monographiques cités en bibliographie)
- Septembre-octobre 2023 : Michel Four - Crépuscules, mairie du 6e arrondissement de Paris[8].
- Février-mars 2019 : Espace Jacques-Prévert, Mers-les-Bains[9],[10].
- Décembre 2017 : Mairie du 6e arrondissement de Paris.
- Novembre 2017 : Michel Four - Une autre idée du paysage, château de Salles, Vézac (Cantal)[11].
- juillet-août 2016 : Michel Four, une autre idée du paysage, église Saint-Laurent, Eygalières[12].
- Juillet-août 2015 : Maison des Consuls, Saint-Céré[13].
- 2014 : Église Saint-Pierre de Vic-sur-Cère.
- Juillet-août 2013 : Espace culturel de la mairie de Saint-Jacques-des-Blats[14].
- 2013 : Corbel Gallery, Paris et Luxembourg.
- 2012 : Corbel Gallery, Miami.
- 2012 : Les Écuries, Musée d'Aurillac.
- 2011 : Michel Four, dessins, Corbel Gallery, Paris.
- 2011 : Michel Four - Le triptyque de la Crucifixion, Église Saint-Sulpice, Paris.
- novembre-décembre 2011 : Michel Four, rétrospective, mairie du 6e arrondissement de Paris[15],[16].
- 2009 : espace culturel de la mairie de Saint-Jacques-des-Blats.
- 2007 : Galerie le triangle d'Art, Libourne.
- 2007 : Galerie WAM, Caen.
- 2007 : Espace culturel de la mairie de St Jacques des Blats.
- 2007 : Galerie Le Cadre noir, Saint-Denis de la Réunion[17].
- 2006 : Galerie Le triangle d'Art, Libourne.
- 2006 : Galerie La contre-allée, Paris.
- 2005 : Espace CAC, Clermont-Ferrand.
- 2005 : Espace Volga, Paris.
- 2004 : Galerie de Tourgeville, Deauville.
- 2004 : Musée d'Évreux.
- 2004 : Espace Citroên, Ajaccio
- 2003 : Galerie les Calades, Avignon.
- 2003 : Galerie Saint jean, Chalon-sur-Saône.
- 2002 : Galerie Tatiana Tournemine, Paris.
- 2001 : Galerie Mizou Alcaraz, Saint-Denis de la Réunion.
- 2001 : Michel Four et ses amis, Les Écuries, jardin des Carmes, Musée d'Aurillac
- 1999 : Galerie WAM, Caen.
- 1998 : Galerie Mizou Alcaraz, Saint-Denis-de la Réunion.
- 1996 : Galerie La Pléiade, Grenoble
- 1996 : Galerie Aria, Noisy-le-Grand.
- 1995 : Galerie Antarès, Dijon
- 1994 : Galerie Lionel Neguiral, Clermont-Ferrand.
- 1994 : Galerie Guigné, Paris.
- 1994 : Espace Art, hôtel Antares, Méribel.
- 1993 : Galerie Grey, Cannes.
- 1992 : Carré Sainte-Anne, Montpellier.
- 1992 : La Salamandre, Nîmes.
- 1991 : Galerie Suzanne Tarazière, Barbizon.
- 1991 : Galerie De Mûze, Bruges.
- 1990 : Michel Four - Tauromachie, Galerie 10, Paris.
- 1990 : Galerie Contrast, Lille.
- 1990 : Galerie Carlier, Le Touquet.
- Août-septembre 1987 : Michel Four - Rétrospective: 15 ans de peinture, Les Écuries, jardin des Carmes, Musée d'Aurillac[18].
- 1987 :  Galerie Pascal Gabert, Paris.
- 1987 : Galerie des Carmes, Rouen.
- 1984 : Espaces des arts, Boston.
- 1984 : Galerie l’Impérial, Romans-sur-Isère.
- 1984 : Galerie 10, Paris.
- 1983 : Formes nouvelles, Paris.
- 1983 : Espace Méridien, Saint-Denis de la Réunion.
- 1982 : Galerie Grey, Cannes.
- 1980 : Galerie Café des Arts, Rio de Janeiro.
- 1979 : Galerie Saint Merri, Paris.
- 1979 : Galerie Jardin des Arts, Montréal.
- 1978 : Galerie du Méridien, Casablanca.
- 1977 : Sporting Club de La Résidence, Megève.
- 1975 : École polytechnique, Paris.
- 1973 : Orangerie du Sénat, Paris.
- 1971 : Knoll international, Paris.
- 1967 : Musée d'Aurillac.

### Expositions collectives datées
- janvier-février 2025 : Artothèque - La collection, espace Jacques-Prévert, Mers-les-Bains.
- 2015 : 8e Salon des peintres - Michel Four, Werner Van Hoylandt, Roger Thalamy, Thierry Vaubourgoin, Boisset (Cantal).
- janvier-février 2012 : 63e Salon d'hiver du Cantal, Michel Four (peintures) et Marie-Madeleine Vitrolles (sculptures) invités d'honneur, Les Écuries, jardin des Carmes, Aurillac.
- mars-mai 2006 : Brittany Ferries - L'art du voyage, Musée national de la Marine, Paris.
- 2004 : Maison des arts, Évreux.
- avril-septembre 2000 : Animal figuré - Gilles Aillaud, Pascal Bernier, Balthasar Burkhard, Henri Cueco, Barry Flanagan, Michel Four, Claude Lalanne, François-Xavier Lalanne, Andrew Mansfield, Max Neumann, Jean-Jacques Ostier, Alain Séchas, Ray Smith et William Wegman, Fondation d'art contemporain Daniel et Florence Guerlain, Les Mesnuls.
- 1996 : Partis Pris I, Fondation d'art contemporain Daniel et Florence Guerlain, Les Mesnuls.
- 1992 : De Bonnard à Baselitz - Dix ans d'enrichissements du cabinet des estampes, Bibliothèque nationale de France[19].
- mai-juin 1992 : L'eau, l'air, la terre et le feu - Michel Four, Aline Jansen, Jérôme Tisserand, Carré Sainte-Anne, Montpellier[20].
- Juin-août 1986 : Il y a cent ans Van Gogh arrivait à Paris - Frédéric Brandon, Gérard Le Cloarec, Michel Four, Gérard Guyomard, Christian Renonciat, Jack Vanarsky, Trianon de Bagatelle, Paris[21].
- 1981 : Galerie Suzanne Tarasiève, Barbizon.
- Décembre 1974 - Janvier 1975 : Première exposition internationale des arts de Téhéran, Centre des expositions internationales de Téhéran[22].
- 1972 : Salon d'automne, Paris (sociétaire en 1972)[23].
- 1970 : Nika 70, Séoul.

### Expositions collectives non datées
(D'après les ouvrages monographiques cités en bibliographie)
- Kûnsthalle de Nuremberg, Allemagne
- Salon Comparaisons, Paris
- Salon de Mai, Paris
- Théâtre de l'Odéon, Paris
- Salon Grands et Jeunes d'Aujourd'hui
- Salon de la Jeune Peinture, Paris
- Festival de Montparnasse "la coupole", Paris
- Maison de la Culture de Limoges
- Galerie ALPHA, Vevey, Suisse
- L’art Vivant à Paris
- Galerie C.Asbek, Düsseldorf, Allemagne
- Festival de la lithographie, Bergerac
- Exposition Séoul-Paris, Séoul, Corée
- Biennale des jeunes peintres japonais, Tokyo, Japon
- FIAC, Galerie 10, Paris
- LINEART, Gand, Belgique
- Galerie des éditions universelles, Toulouse
- Art Expo, New York, États-Unis
- L’art et le Sport, Mairie du 18e, Paris
- Saga, Paris
- Espace Gard, Nîmes
- Art Strasbourg
- MAC 2000, Paris
- Musée d'art contemporain de Chamalières
- Le cabinet d'amateur, Paris
- Galerie Inard (tapisseries), Paris
- International Art Expo, Stockholm, Suède
- Musée Toulouse-Lautrec, Albi
- Galerie WAM, Caen
- Collégiale Saint-Lazare, Avallon
- Art Jonction International, Nice
- Espace Culturel Leclerc-Unesco, Ivry-sur-Seine
- Galerie L'ami des lettres (gravures), Bordeaux
- Galerie Egregore, Lyon

## Réception critique
- « Michel Four porte dans sa sensibilité les coulées à peine refroidies des anciens volcans d'Auvergne, la force d'ancrage terrestre du cœur des Gaules, de ses laves, de ses sables, de la pierre et de l'ardoise des villages anciens. » - Xavier Bordes[18]
- « Michel Four tient une sorte de carnet de bord où se succèdent et se répondent divers épisodes, comme autant d'états d'âme, de coups de cœur, de questions, d'angoisses et de bonheurs. La femme, la tauromachie, les moments de plénitude au soleil, les instants arrêtés en instantanés de la vie. Les ocres et les rouges, les noirs et les blancs, donnent le ton et le rythme. Les formes en mouvement inscrivent leur élan pour traduire cette formidable dynamique de vie. Pas étonnant que Michel Four ait eu envie de rendre un hommage à Van Gogh dont il partage la fascination pour la puissance de la vie. Ces scènes empruntées au quotidien sont travaillées amoureusement à l'acrylique, à l'huile, rehaussées du pastel qui ajoute sa touche tactile et veloutée. Elles se juxtaposent comme autant de mouvements musicaux qui s'articulent avec leurs allegros et leurs andante pour composer une œuvre harmonieuse où les dissonances sont exclues. » - Marie-Odile Andrade[24]
- « Chaque tableau de Michel Four est une fenêtre ouverte sur le monde. » - Sophie Chauveau[2]
- « Mêlant tradition et figuration libre, Michel Four est parvenu à retrouver la force de l'émotion religieuse traditionnelle qu'il vivifie en ce début du XXIe siècle, apportant comme un souffle nouveau, ouvert sur de nouvelles formes d'expressions, laissées à l'imagination des artistes de demain. Michel Four est multiple mais toujours fidèle à sa propre interprétation picturale où le monde réel est confronté avec un imaginaire de formes, de couleurs et de rythmes très personnels. L'équilibre de sa peinture, qui se singularise avant tout par un trait fulgurant, s'exprime aussi bien dans l'instantané d'une vie citadine trépidante que dans son "autre idée du paysage". » - Christian van den Plas[6]

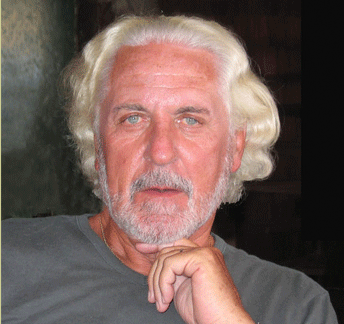
Jean Orizet de l'Académie Mallarmé

- « Cette peinture m'a conquis par la vigueur et la maîtrise du geste allant de pair avec une allégresse pesée de la couleur… Pour autant, Michel Four ne relève pas de l'abstraction lyrique mais plutôt de cette nouvelle figuration devenue "narrative" qu'on a vu apparaître dans les années 1960… Four est un peintre de l'énergie et du mouvement. Je pense à ses tauromachies des années 1990 qu'aurait aimées Ernest Hemingway, écrivain apprécié du peintre dont j'ai vu deux tableaux intitulés Pour qui sonne le glas, représentant des combattants de l'armée républicaine espagnole. Je pense aussi aux tableaux de la période américaine - Four a vécu quelque temps à New York - dans la série La Rue (1996-1998). À ce propos, un critique a noté : "le spectacle de la rue new-yorkaise est peut-être un de ces éléments qui l'ont poussé à intégrer certaines figures dans une œuvre jusque là plutôt abstraite". C'est possible. Les couleurs préférées du peintre sont les ocres, les rouges, les orangés, les bruns, les gris, les bleus, les noirs. On va retrouver ces nuances dans la plus récente période de Michel Four, qu'il appelle Une autre idée du paysage… Le peintre se sert de résine pour fixer les pigments purs et donner du relief à ses aplats. Il intègre aussi du sable comme le faisait André Masson, conférant ainsi à ses paysages une densité, une matière et une épaisseur remarquables. On a envie de les effleurer du doigt… À l'égal de ceux de Mark Rothko, les tableaux de Michel Four, non seulement contiennent, mais produisent de l'espace. Le passage d'un paysage figuratif à un paysage onirique et souvent abstrait, mais trèsstructuré, aboutit à ce que j'appellerais non pas une figuration narratrice cette fois, mais plutôt une narration non figurative ou un expressionnisme abstrait. Cela pourrait correspondre à cette "autre idée du paysage que se fait Michel Four. » - Jean Orizet de l'Académie Mallarmé[25]

## Distinctions
- Chevalier des Palmes académiques, 2001.

## Conservation

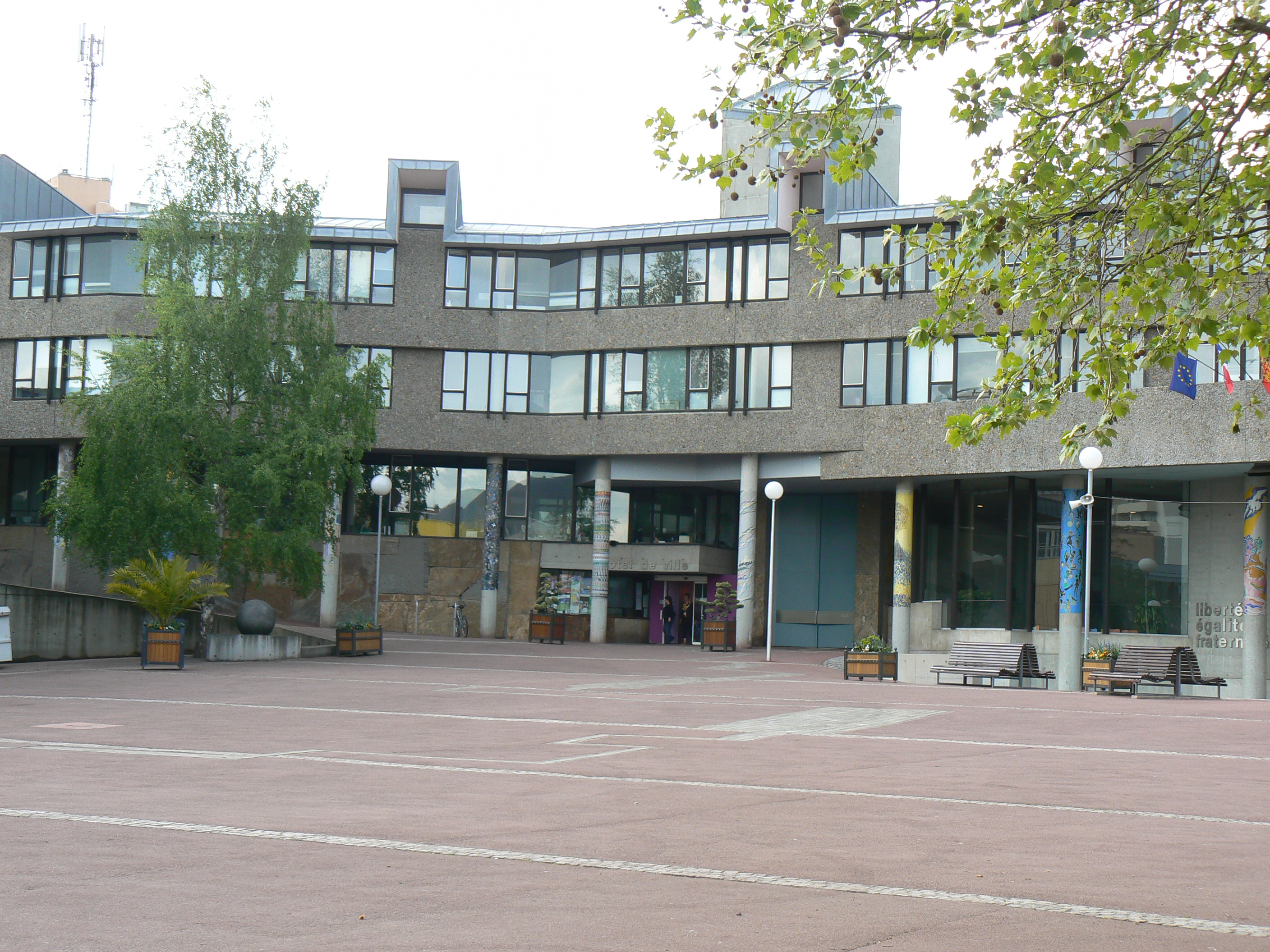
Hôtel de ville d'Hérouville-Saint-Clair.

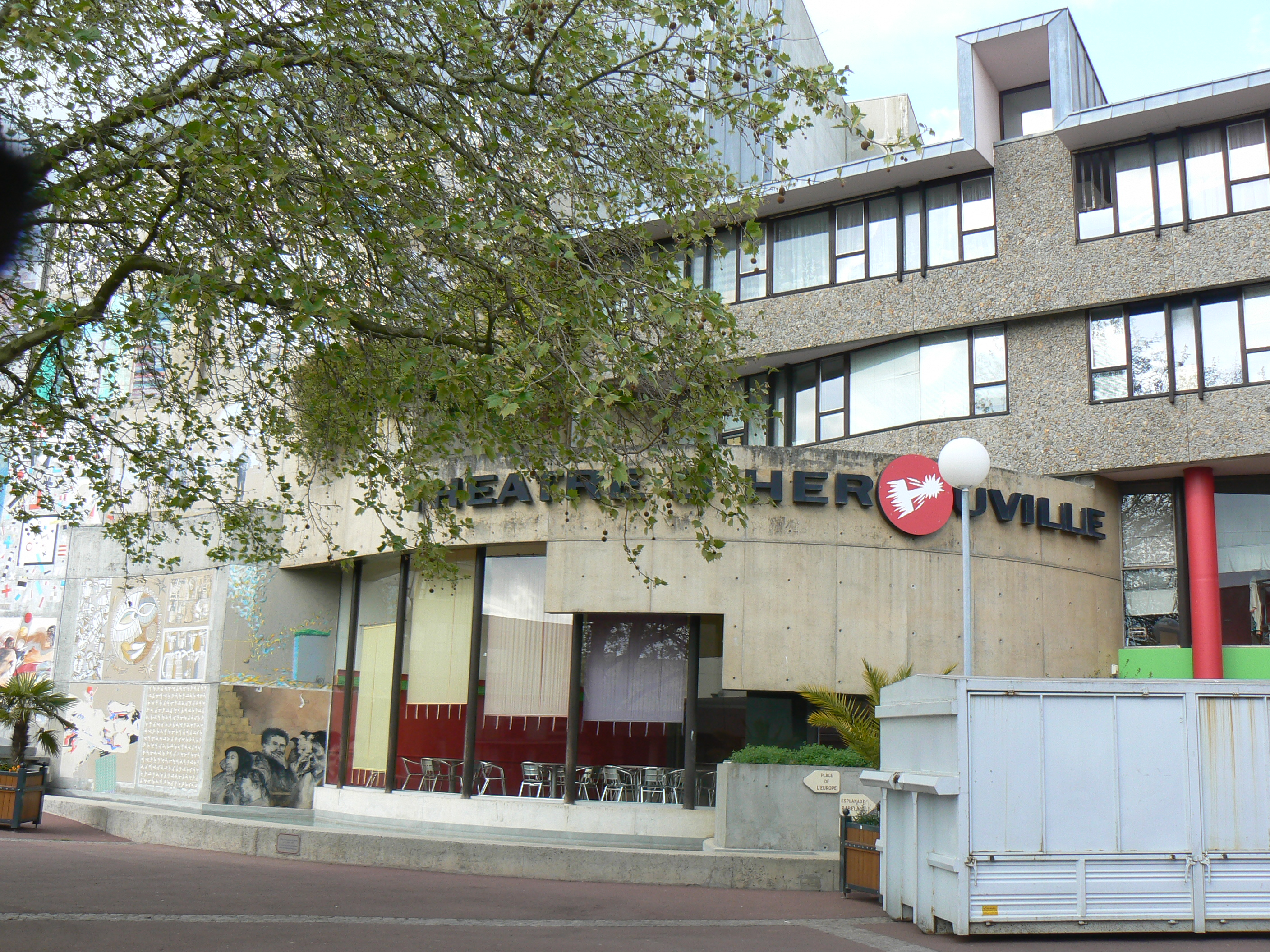
Théâtre d'Hérouville-Saint-Clair.

### Collections publiques

#### Brésil
- Musée d'art moderne de Rio de Janeiro.

#### France
- Musée d'art et d'archéologie d'Aurillac.
- Musée des beaux-arts d'Évreux.
- Artothèque de l'espace Jacques-Prévert, Mers-les-Bains, Une autre idée du paysage, huile sur toile 60x60cm.
- Département des estampes et de la photographie de la Bibliothèque nationale de France, Le rouge et le noir, lithographie, 1978[19].
- Église du Bon-Pasteur de Paris, quinze tableaux (Le bon Pasteur et chemin de croix), 2024[26].
- Église Saint-Sulpice de Paris, chemin de croix, quatorze tableaux 100 × 100 cm[27].
- Musée d'art moderne de la ville de Paris.
- Fonds national d'art contemporain, Puteaux, Espace blanc, huile sur toile 100x100cm, 1972[28].

### Collections privées
- Archives généalogiques Andriveau, Paris.
- Patrimoine culturel des Lions Clubs de France, Venise, huile sur toile, 80 × 80 cm[29].

## Réalisation d'œuvres monumentales et sculptures

### Commandes publiques
- Douze fresques murales sur béton, collèges et lycées, 1971-1975, dans le cadre du 1% culturel.
- Deux mosaïques, 1972.
- Un métal soudé, 1973.
- Trois tapisseries tissées à Aubusson (atelier Camille Legoueix), avance sur tissage attribuée par le ministère de la Culture, 1986.
- Colonnes de l'hôtel de ville d'Hérouville-Saint-Clair, 1989.
- Patchwork, peinture murale, théâtre d'Hérouville-Saint-Clair, 1993.
- Fresques murales dans le Cantal : écoles de Laroquebrou, Naucelles, Saint-Flour, Saint-Mamet-la-Salvetat[30], lycée Émile-Duclaux d'Aurillac ; marché couvert d'Aurillac, 1982.
- Crucifixion, triptyque, église Saint-Pierre de Vic-sur-Cère, 2011[31].

### Commandes privées
- Une sculpture monumentale métal soudé, Tarbes, 1981.
- Six panneaux décoratifs, laboratoires Glaxo, Paris, 1990.
- Un triptyque, Citroën Ajaccio, 2007.
- Un triptyque, Mercedes Ajaccio, 2008.
- Une mosaïque, atelier Atlante, Paris, 1979.
- Deux peintures, Société France-Construction, Boulogne, 1991.
- Treize peintures pour le ferry Mont-Saint-Michel, Brittany Ferry, 1996